# Škoda Kushaq

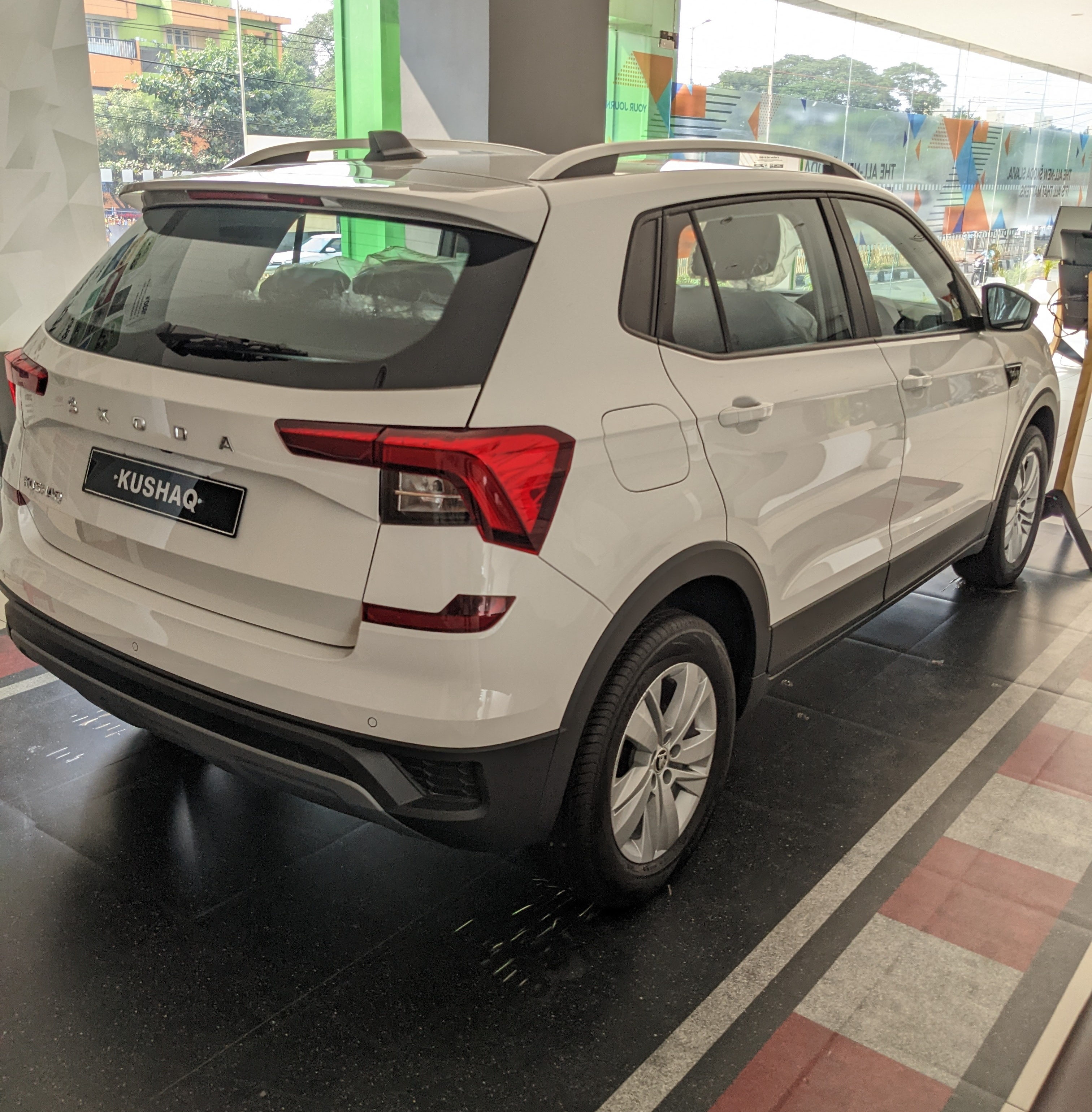
Heckseitenansicht

Der Škoda Kushaq ist ein Sport Utility Vehicle des tschechischen Automobilherstellers Škoda Auto, das ausschließlich in Asien angeboten wird. Der Name des Fahrzeugs kommt aus dem Sanskrit: „Kushak“ bedeutet übersetzt „König“ oder „Herrscher“.

## Geschichte

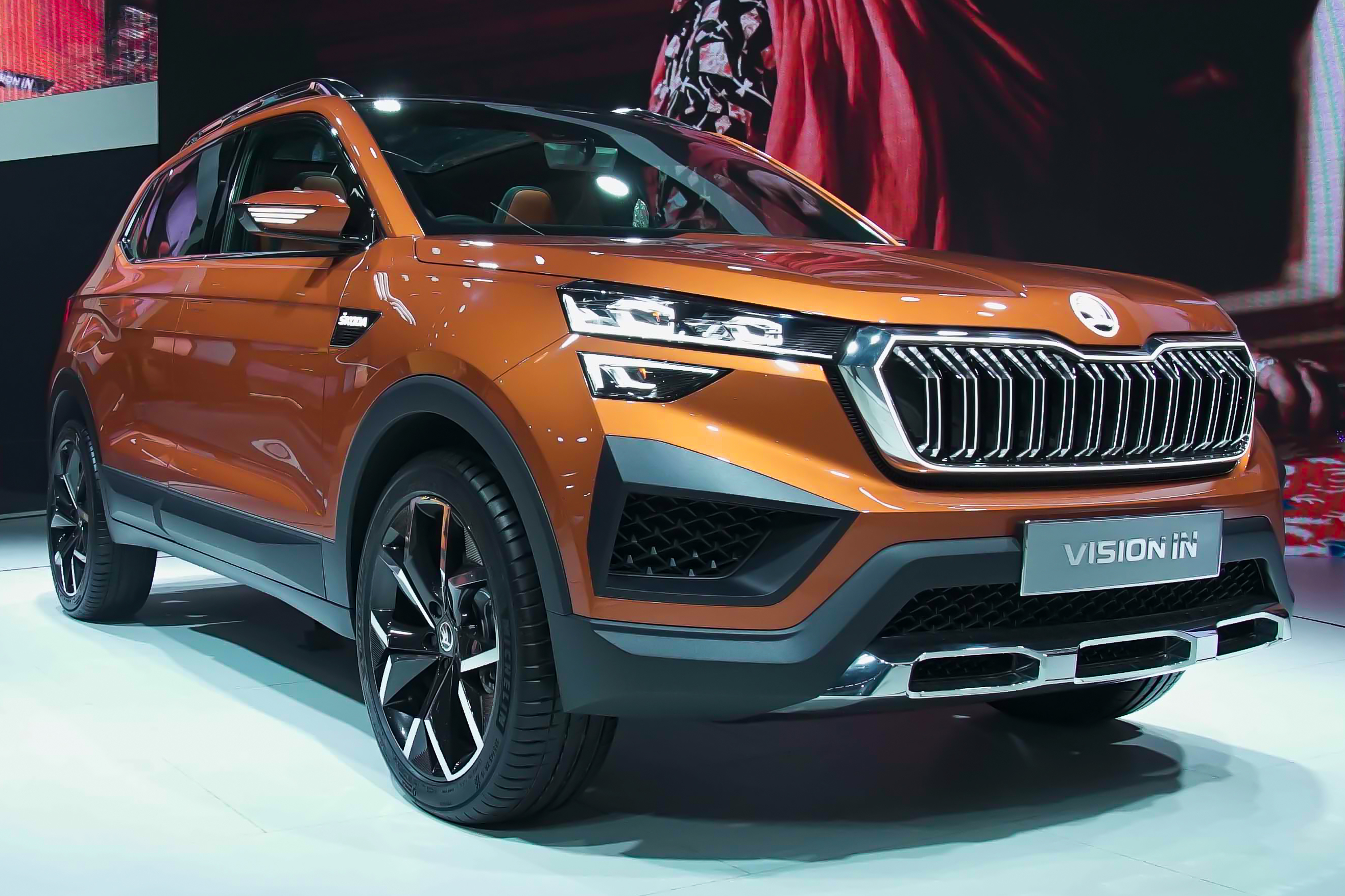
Škoda Vision IN (2020)

Einen ersten Ausblick auf ein Kompakt-SUV präsentierte der Hersteller im Februar 2020 auf der Auto Expo in Neu-Delhi mit dem Konzeptfahrzeug Škoda Vision IN. Das Serienfahrzeug wurde im März 2021 vorgestellt. Seit Juni 2021 wird es in Chakan (im südwest-indischen Verwaltungsbereich Pune) gebaut. Die Auslieferungen auf dem indischen Markt begannen im Juli 2021. Es werden die Ausstattungslinien Active (Einstiegsmodell), Ambition und Style angeboten. Seit März 2025 wird der Kushaq auch in Vietnam in der Provinz Quang Ninh als CKD-Bausatz gefertigt.
Als Konkurrenzmodelle wurden 2021 unter anderem der Ford EcoSport und der Kia Seltos genannt.

## Technik
Der Kushaq ist minimal kürzer als der in Europa angebotene Škoda Kamiq und baut wie dieser auf der MQB-A0-Plattform des Volkswagen-Konzerns auf. Die Räder sind 16 oder 17 Zoll groß. Das Kofferraumvolumen des Fünfsitzers wird mit 385 Litern angegeben.
Aufgrund indischer Anforderungen gibt es für die Plätze auf der Rückbank Gurtwarner. Die Hupe wurde auf die siebenfache Lebensdauer ausgelegt.
Eine Klimaanlage gehört zur Grundausstattung. Zur höchsten Ausstattung Style gehören vorn belüftete, mit Leder bezogene Sitze und ein elektrisches Glasschiebedach. Zur Information und  Unterhaltung stehen Flüssigkristallanzeigen auf dem Armaturenbrett mit Bildschirmdiagonalen von 7 bis 10 Zoll zur Wahl.

### Technische Daten
Angetrieben wird der Kushaq entweder von einem 1,0-Liter-TSI-Motor mit drei Zylindern und 85 kW (115 PS) oder einem 1,5-Liter-TSI-Motor mit vier Zylindern und 110 kW (150 PS).
|                                            | 1.0 TSI                                | 1.5 TSI                                |
| ------------------------------------------ | -------------------------------------- | -------------------------------------- |
| Bauzeitraum                                | seit 06/2021                           | seit 06/2021                           |
| Motorart                                   | Ottomotor                              | Ottomotor                              |
| Motortyp                                   | Reihenbauart, Benzindirekteinspritzung | Reihenbauart, Benzindirekteinspritzung |
| Zylinder/Ventile                           | 3/12                                   | 4/16                                   |
| Hubraum                                    | 999 cm³                                | 1498 cm³                               |
| max. Leistung bei min−1                    | 85 kW (115 PS) / 5000–5500             | 110 kW (150 PS) / 5000–6000            |
| max. Drehmoment bei min−1                  | 175 Nm / 1750–4500                     | 250 Nm / 1500–3500                     |
| Antriebsart                                | Vorderradantrieb                       | Vorderradantrieb                       |
| Getriebe, serienmäßig                      | 6-Gang-Schaltgetriebe                  | 6-Gang-Schaltgetriebe                  |
| Getriebe, optional                         | (6-Stufen-Automatikgetriebe)           | (7-Stufen-Doppelkupplungsgetriebe)     |
| Beschleunigung, 0–100 km/h                 | k. A.                                  | 8,7 s                                  |
| Höchstgeschwindigkeit                      | k. A.                                  | 195 km/h                               |
| Kraftstoffverbrauch auf 100 km, kombiniert | 5,6 l Super (6,3 l Super)              | k. A.                                  |
| Tankinhalt                                 | 50 l                                   | 50 l                                   |
| Abgasnorm                                  | BS6                                    | BS6                                    |